# Ride This Train
Ride This Train je osmi album Johnnyja Casha. Originalno je objavljen u rujnu 1960., a 19. ožujka 2002. je objavljeno reizdanje s četiri bonus pjesme.  Smatra se jednim od prvih konceptualnih albuma u povijesti popularne glazbe.

## Popis pjesama
1. "Loading Coal" (Merle Travis) – 4:58
2. "Slow Rider" – 4:12
3. "Lumberjack" (Leon Payne) – 3:02
4. "Dorraine of Ponchartrain" – 4:47
5. "Going to Memphis" (Cash, Hollie Dew, Alan Lomax) – 4:26
6. "When Papa Played the Dobro" – 2:55
7. "Boss Jack" (Tex Ritter) – 3:50
8. "Old Doc Brown" (Red Foley) – 4:10

### Bonus pjesme
1. "The Fable of Willie Brown" – 1:57
2. "Second Honeymoon" (Autry Inman) – 1:57
3. "Ballad of the Harp Weaver" (Thelma Moore, Edna Millay) – 3:50
4. "Smiling Bill McCall" – 2:06

## Izvođači
- Johnny Cash - gitara, bilješke s omota, glavni izvođač, vokali
- Al Casey - gitara
- Luther Perkins - gitara
- Johnny Western - gitara
- Shot Jackson - dobro, steel gitara
- Marshall Grant - bas
- Gordon Terry - gusle
- Floyd Cramer - klavir
- Buddy Harman - bubnjevi

## Vanjske poveznice
- Podaci o albumu i tekstovi pjesama